# Tiarocarpus
Tiarocarpus là một chi thực vật có hoa trong họ Cúc (Asteraceae).

## Loài
Chi Tiarocarpus gồm các loài: